# Per Skjöldebrand
Per Bengt Roland Skjöldebrand, ursprungligen Klangebjer, född 6 september 1960 i Solna, Stockholms län, är en svensk teaterregissör, pedagog och producent,  sedan 2010 bosatt i Mauritius.

## Biografi
Per Skjölderband tog socionomexamen 1983  vid högskolan i Örebro och studerade från 2001 inom masterprogrammet vid Stockholms universitet med inriktning på organisation och ledarskap . Under fem år arbetade Skjöldebrand som socialsekreterare och fältassistent i Örebro kommun.
Från 1979 medverkade Skjöldebrand som amatörteaterskådespelare i en rad produktioner och från 1983 gjorde han också regi: 1983 Mathissen av Harold Pinter, 1986 Bödeln av Pär Lagerkvist och 1989 En förtrollad natt av Slawomir Mrozek . 1988 tillträdde han tjänsten som amatörteaterkonsulent vid Örebro läns landstings kulturförvaltning. Konkret innebar arbetet arrangemang av regionala festivaler, utbildningsprojekt och kursprogram, handledning och regiuppdrag.
Örebro län fick vid två tillfällen ha värdskapet för Sveriges nationella amatörteaterfestival och då fungerade Skjöldebrand som koordinator . Mellan 2007 och 2010 ägnade Skjöldebrand sig åt frilansande och arbetade bland annat som skådespelare och manusförfattare åt Teater Martin Mutter i Örebro .
2010 flyttade Per Skjöldebrand till Mauritius och bildade företaget Mauritian Stories,  
 vars inriktning är scenkonstproduktion, utbildning och forskning inom kulturområdet. 
.
Från 2017 har Skjöldebrand arbetat med publikationer, film och pedagogik vid Mauritius institute of Education. 
Han är son till Rolf Lennart Klangebjer och Britt-Marie Svea Rydow. Som en följd av moderns omgifte 1967 med Erik Gunnar Skjöldebrand ändrades hans efternamn och familjen lämnade Stockholm för Örebro .

## Teaterproduktioner
I egenskap av amatörteaterkonsulent satte Per Skjöldebrand upp följande teaterproduktioner:
- Scapinos skälmstycken, Molière, Wadköpingsspelen i Örebro 1988.
- Det goda landet, Eva Strandin, Teaterföreningen Lyset i Karlskoga 1990.
- MacBeth, W. Shakespeare, Senvana i Örebro, 1992.
- Bernardas Hus, Federico Garcia Lorca, Teaterföreningen Lyset i Karlskoga, 1995.
- I lodjurets timma, P O Enquist, Nya Teatern i Örebro, 1997.
- Tre ensamma, Gösta Wilsson, Nya Teatern i Örebro,
- 1998.
- Gökboet, Ken Kesey, Teaterföreningen Lyset i Karlskoga, 1999.
- Amatörspelen 2000, Nya Teatern i Örebro (i samarbete med regissör Mike Crawford).
- Nattorienterarna, Kristina Lugn, Nya Teatern i Örebro,2002.
- Swedenhielms, Hjalmar Bergman, Lekebergs revysällskap, 2004.
- Jeppe på Berget, Ludvig Holberg, Teaterföreningen Lyset i Karlskoga, 2005.[3].

## Publikationer
- Amatörteaterkonsulent i Örebro län 1988-1993. Örebro läns landsting 1994. ISBN 91-630-3298-8
- Amatörteaterkonsulent i Örebro län 1993-2003. Örebro läns landsting 2004. ISBN 91-631-6385-3
- Handbok för resande amatörteatersällskap, Redaktör, ATR:s förlag 2006. ISBN 91-85666-30-0
- Drama & Theatre Grade 7, Coordinator. Mauritius institute of Education, 2018. ISBN 978-99949-44-66-8
- Drama & Theatre Grade 8, Coordinator. Mauritius institute of Education, 2019. ISBN 978-99949-53-00-4
- Drama & Theatre Grade 9, Coordinator. Mauritius Institute of Education, 2020. ISBN 978-99949-53-88-2
- Values in Action - A pedagogical platform for Values clarification, Role-play and Interactive drama, MIE 2021. ISBN 978-99949-61-52-8